# Retrat de Vicenç Nubiola
Retrat de Vicenç Nubiola és una pintura a l'oli realitzada per Joan Miró el 1917 i que actualment forma part de la col·lecció permanent del Museu Folkwang d'Essen (Alemanya), d'ençà que el va adquirir el 1966 procedent de la Galerie Wilhelm Großhennig, de Düsseldorf. La compra es va realitzar amb el suport de l'estat de Rin del Nord-Westfàlia, el Westdeutsche Rundfunk, i va ingressar al museu amb el número de registre Inv. G 351. En aquest museu també es conserva l'obra Paysage, feta entre 1924 i 1925.

## Història

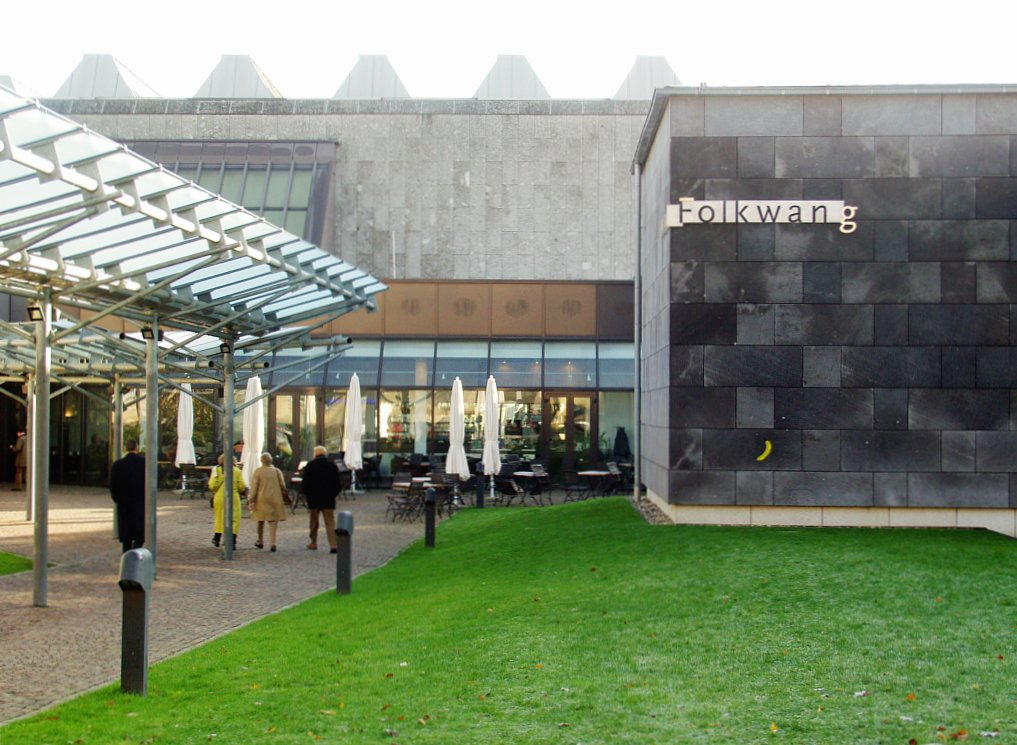
Entrada al Museu Folkwang, on es conserva l'obra.

Miró havia conegut Vicenç Nubiola al Cercle Artístic de Sant Lluc de Barcelona el 1913, quan s'hi va matricular. En aquest lloc també coneixeria personatges com Joan Prats, amb qui mantindria una gran amistat al llarg de la seva vida. Nubiola era un professor d'horticultura a l'Escola superior de Bells Oficis.
Miró va pintar l'obra durant el mes d'abril de 1917, en una època en què feia el servei militar i la seva unitat va haver de reprimir una vaga general. Poc després, formaria part d'una de les seves primeres exposicions, a les Galeries Dalmau de Barcelona.

## Descripció
Es tracta d'una de les obres de les èpoques primerenques de l'artista, on experimentava amb una barreja d'on es trobaven el cubisme i el fauvisme. En aquesta època va realitzar diversos paisatges i retrats, com el Retrat d'Enric Cristòfol Ricart, també de 1917 i actualment conservat al Metropolitan Museum of Art de Nova York. Diversos autors comenten que aquesta obra es podria veure la influència d'artistes com Van Gogh, per qui Miró sempre va sentir admiració.
El fons de l'obra està realitzat fent servir formes triangulars, així com arcs isomètrics. En l'obra es veu a Nubiola assegut en una cadira al costat d'una taula on hi ha una natura morta. El vermell de la seva camisa de coll obert que porta en aquest retrat és un indicador del seu radicalisme polític. També es pintaria ell mateix un autoretrat amb una camisa idèntica, obra que fou adquirida per Picasso. El quadre està signat Miró al marge inferior esquerre.

## Exposicions a Catalunya
A Catalunya s'ha pogut veure diverses vegades, a l'Exposició Convidats d'Honor, organitzada en commemoració dels 75 anys de la inauguració del Museu d'Art de Catalunya que va tenir lloc al MNAC de Barcelona entre el 2 de desembre de 2009 i l'11 d'abril de 2010, i a la Fundació Joan Miró amb motiu de l'exposició Joan Miró. L'escala de l'evasió, durant el 2011.